# 타카다 유우키
타카다 유우키(일본어: 高田 憂希 たかだ ゆうき[*], 1993년 3월 16일 ~ )는 일본의 여성 성우. 후쿠오카현 기타큐슈시 출신. 마우스 프로모션 소속.